# Josef Neumann (poslanec Říšské rady)
Josef Neumann (22. března 1852 Nové Strašecí – 16. března 1915 Stupčice) byl rakouský a český železniční inženýr, úředník státních drah a politik, na počátku 20. století poslanec Říšské rady.

## Biografie
Vychodil českou vyšší reálku v Praze (v letech 1864–1870). Roku 1875 vystudoval stavebnictví na pražské polytechnice. Následně působil u společnosti Česká západní dráha, kde byl od roku 1877 prozatímním a od roku 1878 řádným stavebním přednostou traťového úseku Karlštejn-Hořovice se sídlem v Berouně. Ve funkci dozoroval nad výstavbou několika konstrukčně významných železničních mostů. Po zestátnění západní dráhy přešel v roce 1895 na ředitelství státních drah do Prahy. Zde se roku 1900 stal inspektorem a v roce 1906 přednostou pro stavbu a udržování trati. Roku 1907 se stal vrchním inspektorem a v letech 1910–1913 zastával funkci ústředního inspektora státních drah. Svou profesní dráhu ukončil kvůli nemoci. Byl odborníkem na železniční stavitelství, zejména stavbu železničních mostů. Byl aktivní v předsednictvu Spolku českých architektů a inženýrů. Ve Spolku českých železničních úředníků zasedal v názvoslovném odboru a podílel se na vypracování obsáhlého slovníku. Ve volném čase se rovněž zajímal o paleontologii Českého krasu.
V září 1913 mu rodné Nové Strašecí udělilo čestné občanství. Čestné občanství mu rovněž udělily Horní Mokropsy a Jezbiny a byl čestným členem mnoha spolků. V roce 1912 získal od české techniky v Praze čestný doktorát.
Na počátku 20. století se zapojil i do celostátní politiky v rámci staročeské strany. Ve volbách do Říšské rady roku 1907, konaných poprvé podle všeobecného a rovného volebního práva, se stal poslancem Říšské rady (celostátní zákonodárný sbor) za obvod Čechy 8 (Smíchov). V druhém kole voleb porazil Václava Klofáče. Usedl do poslanecké frakce Český klub (širší aliance českých, národně-konzervativních a liberálních subjektů). Mandát získal za týž obvod i ve volbách do Říšské rady roku 1911 a ve vídeňském parlamentu setrval až do své smrti. K roku 1911 se profesně uvádí jako ústřední inspektor státních drah.
Národní listy v nekrologu připomínají, že ač staročech, postupoval na Říšské radě loajálně vůči vedení Českého klubu a nepřipojil se ke staročeským tendencím k negativní politice.
Zemřel v březnu 1915.